# TOEFL
TOEFL（英: Test of English as a Foreign Language = 外国語としての英語のテスト、トーフル）は、アメリカ合衆国のNPOである教育試験サービス （Educational Testing Service; ETS）が主催している外国語としての英語のテストで、同団体の登録商標（日本においては第1409962号ほか）である。その名称の通り非英語圏の出身者のみを対象としており、英語圏の高等教育機関が入学希望者の英語運用能力を判定する際に用いる。
英語圏の大学へ留学・研究を希望する者を主な対象としたテストであり、英語による高等教育に適う能力の判定が目的である。1964年から実施されており、日本ではETS Japanが窓口となっている。
TOEICと同じく、合否の形で判定される資格や免許ではなく、0－120点のスコアとして判定される実力測定試験（スコア満点は120点）。

## テスト内容
現在のテスト形式は、2005年より開始されたiBT（アイビーティー、Internet-Based Testing、TOEFL iBT）というComputer Based Testingである。
リーディング（Reading）、リスニング（Listening）、スピーキング（Speaking）、ライティング（Writing）の4部から構成されており、試験時間は約2時間である。リーディングかリスニングの何れかには「ダミー問題」と通称される、スコアには影響しない設問が追加されており、それにあわせて全体の試験所要時間も変化する。受験者には正規の問題とダミー問題との見分けは出来ない。

### リーディング
合計20問。試験時間35分。2種類のトピックで700語ほどの学術文章（パッセージ）が提示される。それらは、多くの専門単語を含むアカデミックなものばかりであり、時事問題や物語文、対話文は扱われない。第1リーディング・第2リーディング各10問。4択問題が主となる。
- 内容に沿った答えをクリックする問題。
- 内容にそぐわない答えをクリックする問題。
- ボキャブラリー問題（文章より抜粋されハイライトされる）。
- 作者の意図、文章の隠れた意味を予想する問題。
- 追加文章を複数の指定された場所に入れる埋め込み問題。
- 文章全体の内容を把握するドラッグアンサー問題（6つの文章から3つを選択）。

### リスニング
合計28問。試験時間は36分。第1リスニングは7問10分。講義形式3題（各6問）、対話形式2題（各5問）。4択問題が主である。
大学講義・大学キャンパス内を舞台とした内容となっており、学術的、及び実際英語圏の大学で使われる語彙が必要となる。一つのリスニング時間は3〜4分ほどであり、リスニング中にはノートを取ることができる。話者が2人以上いる場合は割り込み、言葉のオーバーラップなど、現実の会話に即した内容がみられる。
- 大学教授が一方的に話すパターン（話者が一人）
- 複数の学生が何か（テストや日常生活など）について会話しているパターン。
- 大学の授業においてのディスカッション（教授と学生、学生と学生など）
- キャンパス内（図書館、コピーセンター、オフィス）での学生とスタッフの会話のパターン。
- 学生とチューター、アドバイザーなどとの会話のパターン。

### スピーキング
全部で4問。試験時間16分。単純な質疑応答（Independent）1問。文章や会話の総合的な理解力を伴う問題（Integrated）3問。質問に対する解答をマイクで吹き込み、それが評価の対象となる。発音、ボキャブラリー、文法、スピード、質問内容との一致性などが評価される。各speakingの満点は4点で、4つのspeakingの平均点数を0点から30点に変換して体点される。

#### Choose a side
| 項目                 | 説明 |
| -------------------- | --- |
| 概要                 | 二つの意見が提示されどちらを好むかを返答する問題。たとえ選択肢に自分の意見が該当しない場合でもどちらかを選ぶことが推奨される。 |
| 参考例題             | 一人で仕事をするのと、グループで仕事をするの、どちらが好きですか？など。                                                       |
| 準備時間             | 15秒 |
| 最高回答時間         | 45秒 |
| 上記例の参考模範解答 | どちらかを好きな方を選択（必須）⇒理由1⇒理由1に対する例⇒理由2⇒理由2に対する例                                                   |

#### Reading and Listening about a University
| 項目                 | 説明 |
| -------------------- | --- |
| 概要                 | まず大学の掲示板、新聞などの100字程度の文章を45秒で読む⇒そのことに関して学生二人（まれに一人）が意見を述べる⇒リーディングとリスニングの内容を要約し返答。この問題においてリーディングの内容はさほど重要ではなく、リスニングで聞き取った内容が有効な回答手段となる。2人の学生が会話している場合、どちらか一方が意見を述べ、片方はそれを聞いていたり質問したりしている。主に意見を述べている学生の内容が問題として出題される。 |
| 参考例題             | リーディング･掲示板「次の学期から全ての学生に体育を必須科目とする」⇒リスニング･学生A「どう思う？」学生B「反対だ。だってそれは大学のやることじゃないし、既に僕は地元のサッカーチームに所属しているから体育なんて必要ない」⇒「学生Bの意見を述べなさい」など |
| 準備時間             | 30秒 |
| 最高回答時間         | 60秒 |
| 上記例の参考模範解答 | リーディングのメインポイント⇒会話のメインポイント⇒一人の学生の意見（賛成・反対）の提示⇒彼（彼女）の意見1⇒意見2 |

#### Reading and Listening about a Lecture
| 項目                 | 説明 |
| -------------------- | --- |
| 概要                 | まず学術的な文章を45秒で読む⇒それと同じ内容の講義が教授によってされる（リスニング）⇒両者を要約し回答。第三問同様、リーディングの内容よりもリスニングの内容が重要 |
| 参考例題             | リーディング・マーケットビジネスについて⇒リスニング「マーケットにはAとBの二つの種類があります」⇒教授の講義の概要を述べなさい、など                               |
| 準備時間             | 30秒 |
| 最高回答時間         | 60秒 |
| 上記例の参考模範解答 | リーディングのメインポイント⇒教授のメインポイント⇒マーケットAについて⇒マーケットBについて                                                                        |

#### Listening to a Lecture
| 項目                 | 説明 |
| -------------------- | --- |
| 概要                 | 教授の講義を聴き、内容を要約するシンプルな問題。問題となる講義の時間こそ短いが、リスニングのレベルは本家リスニングセクションと同レベルであるため、一度逃してしまったら何も答えることが出来ず、また聞けたとしても多くの情報を正確に処理しなければならない。 |
| 参考例題             | リスニング『環境問題は重要です。例えばA。それからB。最後にC』⇒教授の講義を要約しなさい |
| 準備時間             | 20秒 |
| 最高回答時間         | 60秒 |
| 上記例の参考模範解答 | 教授のトピック（上記例は環境学）⇒教授のメインポイント（環境問題）⇒A⇒B⇒C |

### ライティング
全部で2問。Integrated Task1問20分。Academic Discussion Task1問10分。解答はタイピングによって入力する。各回答の満点は5点で、両回答の平均点数を0点から30点に変換して体点される。点数配分はIntegrated TaskとAcademic Discussion Taskともに1:1。

#### Integrated Task
学術的な200〜300語程度の文章を3分で読んだ後、教授による講義を聞く。リーディングに基づいた具体的な内容を講義されるため、リーディングとリスニング両方の理解が必要となる。主に2パターンあり、教授がリーディング文章に対しサポート意見を述べる場合と、反対意見（キャストダウト）を述べる場合がある。
- サポート講義の例：リーディング「環境問題は重要。まずA、そしてB。」⇒リスニング「環境問題は重要です。AやBに加えCやDなども現在話題になっています」⇒「文章と講義の内容を互いに比べ要約しなさい」など。

模範解答としては「リーディングのメインポイント・リスニングのメインポイント。両者の具体的な例を記述(ABCD)」
- キャストダウト講義の例：リーディング「一番重要な環境問題はAとBである」⇒リスニング「Aは問題どころかむしろ有益なものだし、Bは環境問題ではない」⇒「文章と講義の内容を互いに比べ要約しなさい」など。

#### Academic Discussion Task
オンラインディスカッションフォーラムを想定した問題で、教授のお題に対し2名の生徒のWriting回答を読んだ後、それらの意見も参考にしながら自分の意見を回答。環境科学, 教育, 経済, 経営, 社会, 公共政策、映画、人的資源管理など幅広い分野から出題される。
2023年7月26日に全体の試験時間が約3時間から約2時間に短縮された際に導入された新しい形式の出題タスク。

## 受験方法
TOEFLの申し込みはウェブページ（全て英語）より受け付けており、個人情報を登録すれば申し込める（申し込みフォームには日本語も存在する）。試験は毎月2～3回実施されており（国や地域による）、午前と午後があるが1日に2回受験することは出来ない。試験開催日は基本的に週末（土日）が多い。
受験準備として、インターネットで問題作成者であるETSが無償提供するサンプル問題を解くことができる。
2021年2月時点の日本国内の受験料は245USドル。予約変更料は一回60USドル。支払いはクレジットカードが主要な手段。
受験要綱によると、試験会場はETS側で無条件にどこの会場にでも変更可能となっており、受験生は前日に必ず申し込み会場に変更がないのかをウェブページで確認することが義務づけられている。

### 試験の環境
準備
受験時に身分証明書が必須であり、また市民権を持たない国家や地域における受験の際には、パスポートのみが有効である。受験場入室前にはウェブカメラによるバストショットの写真撮影がある。
イントロダクション
一人一台パソコンの前に座り、マイク付きヘッドホン、紙数枚、鉛筆数本、場所によってはヘッドホン型のサイレンサーが用意されている。着席と同時にテストの解説、ヘッドホン・マイクの調整などが始まり、一通り終了するとリーディングセクションに移る。
リーディング
マウスを使いクリック回答。右に文章が左に問題が表示されタイマーは右上にデジタルのマイナスカウント方式で表示される。基本的に文字体はローマン体（普通）であり、特定の問題が出題された時のみ該当箇所がハイライト又はイタリック体（斜字）にされる。なお、専門用語は始めから太字で表記され下部に解説がされている。全問題数と現在自分が回答している位置を随時確認が可能。「3of14」であれば全14問中3問目を回答中ということになる。
リスニング
ヘッドホンを付け個々に問題を聴く。回答はマウスによるクリック方式。リスニング中は画面にサンプル写真（教授が講義をしている姿やキーワード）と時間のインディケーター（デジタルではないため正確に時間を読むことは不可能）が表示される。回答中もアナウンサーが問題を読み上げたり、再度リスニングをすることがあるためヘッドホンは着用し、クリックで回答した後右上の「OK」をクリックし「NEXT」をクリックすることで次の問題へと進む。OK⇒NEXTをクリックしない場合時間がカウントされるだけで自動的に前へは進まない。また空白回答は出来ない。時計は右上にデジタルのマイナスカウント方式で表示される。
休憩
リスニングが終わると自動的に休憩時間が始まる。10分間のタイマーが画面上でカウントされ始めたらスタッフにその旨を告げ退席・退出をする。厳格なテストセンターの場合、10分のタイマーが時間いっぱいにならない限り再入室・再着席できない場合もある。しかし時間いっぱいになると自動的にテストが再開されるわけではなく、スタッフが本人の着席を確認した後再開のパスワードを打ち込みテストが開始される。
スピーキング
スピーキングはヘッドホンを付けマイクの位置を調節する。最初にマイクテストがありアナウンサーが簡単な質問をしそれに関して10秒ほど話す。話した内容は一切点数に響かない。何も音声がないとエラーになるので「あーーー」「マイクテスト、マイクテスト」の繰り返しでも構わない。問題回答は自分自身の声のみ。他の機器は一切使用しない。ビープ音の後に時間いっぱい話し、録音されたものが評価される。準備時間のタイマーは画面の中心にデジタルのマイナスカウント方式、回答のタイマーは同じく画面中心にデジタルのプラスカウント方式で表示される。
ライティング
Integrated Writingは左に文章が、右に解答欄があり、Independent Writingも左に問題が右に解答欄がある。右上にデジタルのマイナスカウント方式のタイマーがある。回答は全員タイピングにより行い、右上にワード数が表示される。文字体やフォントを変える機能はない。当然、スペルチェック機能は付いていない。
終了
ライティング終了後にTOEFL関連のインフォメーションが表示される。スコアレポートの配送なども含まれるのでYES/NOを選択する（NOを選択してもウェブで確認可能）。全て終わると画面が切り替わるので、スタッフにその旨を告げ退室する。
その他
もしパソコンやヘッドホンが不調であったり、画面が明るすぎたり暗すぎたりする場合、すぐにスタッフを呼びその旨を告げる。その他「壁掛け時計の秒針音が耳障り」「隣の人の貧乏ゆすりがうるさい」「イスが低すぎる（高すぎる）」などの場合もその旨を告げ、もし改善がなされない場合は試験をキャンセルし試験料を返金するよう措置を取ることも可能。逆に、自分が体調不良に陥り退室を余儀なくされた場合、再入室はできず返金もない。

## スコア
満点は120点で、最低点は0点。それぞれのセクションの満点は30点。これは1問間違えて1点減点という方式ではない。評価は相対評価。平均は83点、標準偏差は20点。点数は受験日より2年間有効。メタ分析によれば、TOEFLのスコアと留学生の成績にはわずかな相関しかない。
| 得点  | パーセンタイル |
| ----- | -------------- |
| 120点 | 100%           |
| 100点 | 79%            |
| 80点  | 39%            |
| 60点  | 14%            |
| 40点  | 3%             |

受験後約6日後にオンライン上でスコアを確認でき、受験者控えとしての紙のスコアレポートであるTest Taker Score Reportを入手したい場合には、オンライン上で申し込む必要あり。大学へスコアを送る場合にはETSから直送されるOfficial Socre Reportsの送付を申し込む必要がある。。

### スコアの解釈
入学志願者の英語力判定のために要求されるスコアは、各教育機関ごとに異なる。例えば、フルブライト奨学金2020年度大学院プログラムではiBTで80点以上が応募条件、ニューヨークのバークレーカレッジではiBTで61点以上を要求している。大学院やアイビー・リーグなどの一流大学では更に高いスコアが必要とされ、ハーバード・ビジネス・スクールやオックスフォード大学のビジネススクールなどでは、いずれもiBT 109点を出願の最低条件としている。
| CEFR | Reading | Listening | Speaking | Writing | 合計得点 |
| ---- | ------- | --------- | -------- | ------- | -------- |
| C2   | 29      | 28        | 28       | 29      | 114      |
| C1   | 24      | 22        | 25       | 24      | 95       |
| B2   | 18      | 17        | 20       | 17      | 72       |
| B1   | 4       | 9         | 16       | 13      | 42       |
| A2   | N/A     | N/A       | 10       | 7       | N/A      |

### 日本語が母国語の受験者平均スコア
ETS の Test and Score Data Summary for TOEFL iBT Tests 2021年度報告によると、日本語が母国語である人の平均スコアは73点である。なお、国別の平均スコアは、受験者個人が自分と同じ母語・同じ出身国の他の受験者との比較をするために利用するもので、TOEFLテストスコアを元に国別のランキングを作ることはデータの誤った使用であり、そのような行為を是認しないとETSは警告している。
日野田直彦によると、東大生の平均点は45点である。

## 団体対象プログラム
Institutional Testing Program (ITP)テストとは、大学や法人などが、その団体員の英語力を測定するため、もしくは能力別クラスを編成するためにETSが提供しているTOEFLのことである。国際基督教大学や関西外国語大学などが毎年の英語の能力別クラス編成に利用している例が挙げられる。このほか、東京大学の大学院入試では、iBTのスコア提出に代えて志願者に向けて一括受験を課す研究科がある。
Paper-Based Testingにおける過去問をランダムに使用し、出題形式や点数算出方法もPBTと同様のものを使用している。テストは2種類あり、TOEFLレベルとPre-TOEFLの2種類がある。前者はPBTテストの過去問で同等レベルだが、後者は過去のPBTテストのレベルの低い問題で問題数も抑えている。

## かつての試験形式
日本ではTOEFL iBTが2006年7月15日より開始され、CBTは2006年9月30日をもって完全に廃止された。iBTを行うにはインターネットなど整った試験環境が必要であることから、筆記式であるPBTも一部で続けられている。次世代TOEFL（New Generation TOEFL）と呼ばれていたInternet-Based Testing（iBT）は、2005年よりアメリカ合衆国、カナダ、フランス、ドイツ、イタリアでは 9月から10月にかけてこれまでの CBT と PBT の代わりとして導入され、日本では、2006年7月15日から導入された。試験場でコンピュータを用いて受験する点はCBTと同じだが、問題内容はインターネットを通じて配信される。iBTでは従来のStructure Section（文法セクション）が廃止されたかわりに、Speaking Sectionが追加された、Listening SectionではCBTで用いられたCAT方式が廃止された、全てのセクションでノートテイキングが許可されたなど、各 Section にも多少の変化がある。PBT、CBTに比べ全体的に難度は増しており、日本人が得意とされていた文法問題は外され、代わりに苦手とされるスピーキング問題が追加された。

### Paper-Based Testing
Paper-Based Testing（PBT）は筆記テストで、Listening SectionとStructure Section、Reading Sectionに分かれている。
- 最高点：677
- 最低点：310（1998年6月以前は200）

### Computer Based Testing
Computer Based Testing（CBT）は、コンピュータを使用したテスト形式であったが、iBTの実施に伴い2006年9月末で廃止された。基本的にPBTでも行われた3つのセクションに加え、Writing Sectionが追加された構成をとっていた。また、Listening SectionとStructure Sectionでは受験生の問題の正誤率から次の問題のレベルが逐次決められるComputer-adaptive testing方式が採用されていた。
- 最高点：300
- 最低点：0

### 異なる試験形式間のスコア換算
ETSは各テスト間のスコア換算表を発表している.
| PBT / ITP | CBT | iBT     |
| --------- | --- | ------- |
| 677       | 300 | 120     |
| 673       | 297 | 120     |
| 670       | 293 | 119     |
| 667       | 290 | 118     |
| 660-663   | 287 | 117     |
| 657       | 283 | 116     |
| 650-653   | 280 | 114-115 |
| 647       | 277 | 113     |
| 640-643   | 273 | 111-112 |
| 637       | 270 | 110     |
| 630-633   | 267 | 109     |
| 623-627   | 263 | 106-108 |
| 617-620   | 260 | 105     |
| 613       | 257 | 103-104 |
| 607-610   | 253 | 101-102 |
| 600-603   | 250 | 100     |
| 597       | 247 | 98-99   |
| 590-593   | 243 | 96-97   |
| 587       | 240 | 94-95   |
| 580-583   | 237 | 92-93   |
| 577       | 233 | 90-91   |
| 570-573   | 230 | 88-89   |
| 567       | 227 | 86-87   |
| 563       | 223 | 84-85   |
| 557-560   | 220 | 83      |
| 553       | 217 | 81-82   |
| 550       | 213 | 79-80   |
| 547       | 210 | 77-78   |
| 540-543   | 207 | 76      |
| 537       | 203 | 74-75   |
| 533       | 200 | 72-73   |
| 527-530   | 197 | 71      |
| 523       | 193 | 69-70   |
| 520       | 190 | 68      |
| 517       | 187 | 66-67   |
| 513       | 183 | 65      |
| 507-510   | 180 | 64      |
| 503       | 177 | 62-63   |
| 500       | 173 | 61      |
| 497       | 170 | 59-60   |
| 493       | 167 | 58      |
| 487-490   | 163 | 57      |
| 483       | 160 | 56      |
| 480       | 157 | 54-55   |
| 477       | 153 | 53      |
| 470-473   | 150 | 52      |
| 467       | 147 | 51      |
| 463       | 143 | 49-50   |
| 460       | 140 | 48      |
| 457       | 137 | 47      |
| 450-453   | 133 | 45-46   |
| 447       | 130 | 44      |
| 443       | 127 | 43      |
| 437-440   | 123 | 41-42   |
| 433       | 120 | 40      |
| 430       | 117 | 39      |
| 423-427   | 113 | 38      |
| 420       | 110 | 36-37   |
| 417       | 107 | 35      |
| 410-413   | 103 | 34      |
| 407       | 100 | 33      |
| 400-403   | 97  | 32      |
| 397       | 93  | 30-31   |
| 390-393   | 90  | 29      |
| 387       | 87  | 28      |
| 380-383   | 83  | 26-27   |
| 377       | 80  | 25      |
| 370-373   | 77  | 24      |
| 363-367   | 73  | 23      |
| 357-360   | 70  | 22      |
| 353       | 67  | 21      |
| 347-350   | 63  | 19-20   |
| 340-343   | 60  | 18      |
| 333-337   | 57  | 17      |

## TOEICとの対比
TOEFL と同じく ETS が TOEIC も開催している。TOEFLは、英語圏の高等教育機関における英語コミュニケーション能力（講義の受講、学術書の講読、ディスカッションへの参加等）を問うており、入学者選抜のための基準として用いられている。これに対し TOEIC はビジネス英会話および日常会話を主眼にしている。